# 厦门市人民政府
厦门市人民政府（简称厦门市政府、厦府）是中华人民共和国福建省厦门市地方国家权力机关、厦门市人民代表大会的执行机关和市级国家行政机关。

## 历史
1949年9月中旬，中国人民解放军厦门市军事管制委员会在泉州成立。同年10月17日，中国人民解放军解放厦门，市军事管制委员会接管中国国民党厦门市政府及其所属各局。10月21日，厦门市人民政府正式成立，梁灵光担任市长。1955年5月，召开厦门市第一届人民代表大会第二次会议，决定将厦门市人民政府改称厦门市人民委员会。
1966年6月文化大革命开始后，厦门市人民委员会在造反派冲击下陷入瘫痪状态，至1967年1月18日被夺权。同年6月18日，成立厦门市军事管制委员会。1968年9月16日，由中国人民解放军福州军区党委和福建省革命委员会批准，成立厦门市革命委员会，实行党、政一元化领导。1980年5月，市第七届人民代表大会第一次会议宣布恢复厦门市人民政府，选举产生市长、副市长11人。
1980年10月7日，中共中央、国务院批准中共福建省委、福建省人民政府《关于在厦门建设经济特区的报告》，同意开设厦门经济特区，并成立厦门经济特区管理委员会，归福建省人民政府直接领导。1984年9月，厦门经济特区管理委员会撤销。

## 职责
根据《中华人民共和国地方各级人民代表大会和地方各级人民政府组织法》第七十三条，县级以上的地方各级人民政府行使下列职权：
1. 执行本级人民代表大会及其常务委员会的决议，以及上级国家行政机关的决定和命令，规定行政措施，发布决定和命令；
2. 领导所属各工作部门和下级人民政府的工作；
3. 改变或者撤销所属各工作部门的不适当的命令、指示和下级人民政府的不适当的决定、命令；
4. 依照法律的规定任免、培训、考核和奖惩国家行政机关工作人员；
5. 编制和执行国民经济和社会发展规划纲要、计划和预算，管理本行政区域内的经济、教育、科学、文化、卫生、体育、城乡建设等事业和生态环境保护、自然资源、财政、民政、社会保障、公安、民族事务、司法行政、人口与计划生育等行政工作；
6. 保护社会主义的全民所有的财产和劳动群众集体所有的财产，保护公民私人所有的合法财产，维护社会秩序，保障公民的人身权利、民主权利和其他权利；
7. 履行国有资产管理职责；
8. 保护各种经济组织的合法权益；
9. 铸牢中华民族共同体意识，促进各民族广泛交往交流交融，保障少数民族的合法权利和利益，保障少数民族保持或者改革自己的风俗习惯的自由，帮助本行政区域内的民族自治地方依照宪法和法律实行区域自治，帮助各少数民族发展政治、经济和文化的建设事业；
10. 保障宪法和法律赋予妇女的男女平等、同工同酬和婚姻自由等各项权利；
11. 办理上级国家行政机关交办的其他事项。

## 机构设置
根据《厦门市机构改革方案》，厦门市人民政府工作部门为副厅级（副省级城市正局级）。厦门市人民政府设置下列机构：
- 厦门市人民政府办公厅
- 厦门市发展和改革委员会
- 厦门市教育局
- 厦门市科学技术局
- 厦门市工业和信息化局
- 厦门市民族与宗教事务局
- 厦门市公安局
- 厦门市民政局
- 厦门市司法局
- 厦门市财政局
- 厦门市人力资源和社会保障局
- 厦门市自然资源和规划局
- 厦门市生态环境局
- 厦门市住房和建设局
- 厦门市交通运输局
- 厦门市农业农村局
- 厦门市商务局
- 厦门市文化和旅游局
- 厦门市卫生健康委员会
- 厦门市退役军人事务局
- 厦门市应急管理局
- 厦门市审计局
- 厦门市人民政府外事办公室
- 厦门市人民政府国有资产监督管理委员会
- 厦门市海洋发展局
- 厦门市市场监督管理局
- 厦门市体育局
- 厦门市统计局
- 厦门市国防动员办公室
- 厦门市市政园林局
- 厦门港口管理局
- 厦门市城市管理行政执法局
- 厦门市医疗保障局
- 厦门市数据管理局
- 厦门市信访局
- 厦门市机关事务管理局

（市公安局挂市打击走私综合治理工作办公室牌子；市商务局挂市口岸工作办公室牌子；市退役军人事务局挂市双拥共建工作领导小组办公室牌子；市文化和旅游局挂市新闻出版广电局（市版权局）、市文物局牌子；市市场监督管理局挂市知识产权局牌子；市国防动员办公室挂市人民防空办公室牌子；市数据管理局加挂市行政审批管理局牌子。）

### 直属事业单位
- 中国厦门华侨博物院
- 厦门城市职业学院
- 厦门医学院（正厅级）
- 厦门技师学院（正处级）
- 厦门理工学院（正厅级）

（厦门城市职业学院挂厦门开放大学牌子；厦门医学院、厦门理工学院由福建省人民政府、厦门市人民政府共建，以厦门市人民政府管理为主。）

### 派出机构
- 厦门市人民政府驻北京办事处
- 厦门市人民政府驻福州办事处
- 中国（福建）自由贸易试验区厦门片区管理委员会
- 厦门火炬高技术产业开发区管理委员会
- 厦门市鼓浪屿－万石山风景名胜区管理委员会